# Río Campamisa
Der Río Campamisa, im Ober- und Mittellauf auch Quebrada Nuevo Mundo und Río Shimutaz, ist ein 89 km langer linker Nebenfluss des Río Marañón in der Region Amazonas im Norden von Peru.

## Flusslauf
Der Río Campamisa entspringt im Süden der Cordillera del Cóndor auf einer Höhe von etwa 2350 m. Das Quellgebiet liegt an der Wasserscheide zum weiter westlich verlaufenden Río Chinchipe im äußersten Südwesten des Distrikts Imaza an der Grenze der Provinzen Bagua (Region Amazonas) und San Ignacio (Region Cajamarca). Der Río Campamisa fließt anfangs 10 km nach Norden und anschließend in überwiegend nordöstlicher Richtung. Er durchschneidet dabei mehrere Höhenkämme. Schließlich erreicht er auf einer Höhe von etwa 250 m den Río Marañón. 

## Einzugsgebiet
Das Einzugsgebiet des Río Campamisa erstreckt sich über eine Fläche von etwa 735 km². Es liegt im Westen des Distrikts Imaza (Provinz Bagua). Im Südosten grenzt das Einzugsgebiet des Río Campamisa an das des oberstrom gelegenen Río Marañón, im Westen an das des Río Chinchipe sowie im Norden an das des Río Numpatkay.